# Valle de Agua Arriba
Valle de Agua Arriba ist ein Corregimiento des Bezirks Almirante in der Provinz Bocas del Toro in Panama. Bei der Volkszählung im Jahr 2023 hatte es 3939 Einwohner. Das Corregimiento erstreckt sich über eine Fläche von 70,9 km².
Das Corregimiento wurde durch Gesetz Nr. 18 vom 26. Februar 2009 geschaffen.

## Bevölkerung
Die folgende Tabelle zeigt die Bevölkerung des Corregimientos Valle de Agua Arriba, wie es in den Volkszählungen 2010 und 2023 erfasst wurde.
| Jahr         | 2010 | 2023 |
| ------------ | ---- | ---- |
| Einwohner    | 3163 | 3939 |
| davon Männer | 1645 | 1936 |
| davon Frauen | 1518 | 2003 |

## Orte
Im Corregimiento Valle de Agua Arriba befinden sich folgende Orte:
- Bahía de Loma Azul
- Bahía Lomas
- Cayo Roldán
- El Carrizal
- Isla Pastores
- La Escapada
- Loma Azul
- Loma Coco
- Loma Estrella
- Loma Estrella Abajo
- Loma Santos
- Loma Valiente
- Nueva Esperanza
- Palo Seco
- Punta Gallinazo
- Punta Pargo
- Quebrada Bosali
- Quebrada Cacao
- Quebrada Cascajo
- Quebrada Garay
- Quebrada Pastor
- Quebrada Pitti
- Renacimiento
- Río Oeste Abajo
- Río Oeste Arriba
- Valle de Agua Abajo
- Valle de Agua Arriba
- Valle de Las Perlas